# ウィリアム・アブニー

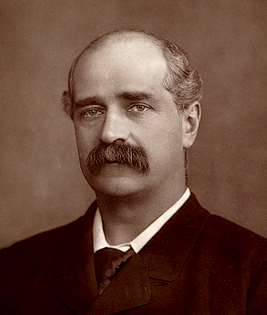
ウィリアム・アブニー

ウィリアム・デ・ウィヴェレスリー・アブニー（英: William de Wiveleslie Abney, 1843年7月24日 - 1920年12月3日)は、イギリスの写真家・天文学者・化学者である。写真技術を改良した。

## 人物
ダービーに生まれた。父親は聖職者である。王立陸軍士官学校に入り、1961年陸軍工兵隊に加わり、数年の間インドで働いた。写真技術を身につけて軍のChatham Schoolの化学助手になった。
1874年に乾式の写真乳剤を開発し、これはエジプトでの金星の日面通過の撮影に用いられた。1880年ヒドロキノンを写真現像に用いた。
アブニーは分光学の分野の研究を行い、赤色領域に感度の高い写真乳剤を開発し、これは有機分子の赤外領域のスペクトル研究に用いられた。1887年太陽の赤外領域のスペクトル写真を撮影した。そのほかに鉛直角を測定するための、目盛盤付きのアブニー水準器の発明者である。
1876年に王立協会フェローに選出、同協会から1880年と1886年にベーカリアン・メダル、1882年ランフォード・メダルを受賞した。